# Lesjöfors
Lesjöfors – miejscowość (tätort) w Szwecji, w regionie administracyjnym (län) Värmland, w gminie Filipstad.
Według danych Szwedzkiego Urzędu Statystycznego liczba ludności wyniosła: 948 (31 grudnia 2015), 791 (31 grudnia 2018) i 774 (31 grudnia 2019).